# 神所村
神所村（こうどころむら）は、かつて岐阜県本巣郡にあった村である。
現在の本巣市根尾神所に該当する。

## 歴史
- 1889年（明治22年）7月1日 - 町村制により神所村が発足。
- 1897年（明治30年）4月1日 - 本巣郡市場村・越卒村・越波村・門脇村・黒津村・天神堂村・長島村・長嶺村・中村と合併し、中根尾村が発足。同日神所村廃止。